# Loučka, Olomouc
Loučka là một làng thuộc huyện Olomouc, vùng Olomoucký, Cộng hòa Séc.